# Laureline (Valérian)
 (janvier 2018).
Si vous disposez d'ouvrages ou d'articles de référence ou si vous connaissez des sites web de qualité traitant du thème abordé ici, merci de compléter l'article en donnant les références utiles à sa vérifiabilité et en les liant à la section « Notes et références ».
Laureline (parfois prononcé Lauréline) est un personnage de fiction, héroïne de la série de bande dessinée Valérian et Laureline créée par Jean-Claude Mézières et Pierre Christin.
Elle est interprétée par l'actrice et mannequin Cara Delevingne dans son adaptation au cinéma, réalisée par Luc Besson.

## Identité
Cette jeune fille aux longs cheveux roux, née dans la forêt d'Arelaune autour de l'an mil, gagne le XXVIIIe siècle en compagnie de Valérian et devient agent des Services de l'espace-temps installés à Galaxity (capitale de la Terre et de l'Empire galactique terrien).

## Typologie du personnage
Le prénom « Laureline » a été inventé par Christin pour ce personnage. Pierre Christin explique que « Laureline vient du passé, de l’an 1000, j’ai donc choisi un prénom très ancien, Laure, et comme elle se transforme en une jeune femme moderne et cool, j'ai voulu un prénom un peu mode, j’ai pris Line à cause de Line Renaud ! ».
Elle est dotée d'une forte personnalité et domine Valérian. « Les qualités que Valérian n’a pas, c’est Laureline qui les possède. Elle a l’esprit d’opposition, elle est intrépide. » Elle est alors très atypique, alors que les héroïnes de bande dessinée sont marginales. Pour Jean-Claude Mézières, « c’était une révolution dans la bande dessinée française, ce personnage féminin ! Les lecteurs de Pilote ont réagi tout de suite, ils ont écrit pour dire leur enthousiasme parce que c’était de la science-fiction et parce qu’il y avait une fille ! Pierre [Christin] a compris qu’il fallait garder Laureline, même si ce n’était pas prévu au départ. »
Laureline n'est pas la première femme forte et indépendante de la bande dessinée, mais c'est une des premières. Surtout, le couple qu'elle forme avec Valérian est probablement le premier couple "moderne" de la bande dessinée. En effet, leur relation montre une parfaite égalité des deux partenaires, un parfait équilibre entre eux. Sans être très explicite, la BD montre avec délicatesse la force de leur relation et de leurs sentiments.
Depuis l'album L'Ordre des Pierres, la série s'appelle Valérian et Laureline au lieu de Valérian, agent spatio-temporel, officialisant ainsi la place prise par Laureline mais aussi la perte par les deux héros de leur statut d'agents spatio-temporels.
Selon Frédéric Chaberlot, physicien et historien de l'astronomie, Laureline représente la « spiritualité naturelle » d'un monde ancien idéalisé, jugé « obscurantiste » par les cadres hypertechnologiques de Galaxity ; elle est belle, efficace dans l'action, son intelligence et son empathie contrastent avec la maladresse de son compagnon Valérian, trop souvent prisonnier des habitudes mentales et du cadre hiérarchique de la technoscience.

## Principales missions
Laureline commence par sauver l'agent Valérian, en mission au XIe siècle, d'un des sortilèges de la forêt d'Arelaune dont elle connaît le moindre recoin. Elle conduit ensuite le jeune homme jusqu'au château d'Albéric le Vieil où elle est transformée en licorne par Xombul. Peu après avoir retrouvé son apparence humaine, elle est amenée à visiter le relais spatio-temporel que le visiteur du futur s'apprête à utiliser afin de regagner l'année 2720 et elle acquiert toutes les connaissances d'une habitante de Galaxity grâce à l'appareil mnémotechnique installé sur place. Au terme de son premier voyage d'une époque à une autre, Laureline devient la compagne de Valérian et s'engage à ses côtés au sein des Services de l'Espace-Temps.
Vaincu au retour de la mission précédente, Xombul s'évade toutefois peu après et il s'empare d'un nouvel astronef spatio-temporel. Cet appareil le conduit sur Terre en 1986, alors que l'explosion d'un dépôt de bombes à hydrogène près du pôle Nord vient de causer l'engloutissement de grandes villes de la côte est des États-Unis à commencer par New York. Valérian est envoyé à sa poursuite par le Superintendant (en dépit des incertitudes historiques concernant une période volontiers qualifiée d'« Âge Noir » de la neuvième planète du système solaire) et Laureline, sans nouvelles de sa part, ne tarde pas à suivre sa trace. Le relais new-yorkais ayant été détruit entre-temps, elle atteint le passé en passant par Brasilia et "emprunte" l'avion personnel de l'ancien président brésilien afin de gagner le nord-est des États-Unis. Elle y retrouve son compagnon, aux prises avec les pillards qui se sont organisées dans les rues inondées de « Big Apple » sous l'impulsion d'un Afro-Américain du nom de Sun Rae (avec lequel une "association" est bientôt conclue), et quitte finalement New York à bord d'un aéroglisseur au moment où un typhon achève de détruire le cœur de la cité. Selon les indications de Xombul (commanditaire du pillage des Nations unies auquel a assisté Valérian), les agents et leur nouvel allié prennent la direction de l'ouest, troquent leur précédent moyen de transport contre un hélicoptère piloté par l'un des robots de l'ancien Superintendant des Rêves, franchissent les Montagnes Rocheuses et atteignent le Parc national de Yellowstone où les attend l'évadé du futur. D'abord neutralisé grâce à un gadget mis au point par Schroeder (un scientifique dont il s'est adjoint les services par la force), celui-ci échappe finalement à Valérian et à Laureline qui sont sauvés par Sun Rae des éruptions volcaniques secouant le Wyoming. L'ancien gangster les aide également à retrouver la trace du prisonnier en cavale jusqu'à un satellite secret placé en orbite terrestre à l'usage du président des États-Unis. Un court trajet à travers le temps et l'espace leur suffit dès lors à rejoindre Xombul mais celui-ci périt désintégré à bord d'un appareil qu'il lui a pourtant été enjoint de ne pas chercher à utiliser. Les deux agents spatio-temporels rejoignent ensuite Brasilia, d'où ils n'ont plus qu'à prendre le chemin de Galaxity afin d'y rendre compte de l'issue de leur traque.
Envoyée sur Syrte-la-magnifique (capitale de l'Empire des mille planètes) en compagnie de Valérian, Laureline y est confrontée aux Connaisseurs devenus au fil du temps les principaux conseillers de l'héritier du trône, le Prince Ramal. Lorsqu'elle parvient à approcher ce dernier avec l'aide d'Elmir, Grand Maître de la Guilde des Marchands, la jeune femme s'aperçoit en effet que la faiblesse du souverain menace de plonger l'Empire dans l'obscurantisme religieux. Elle participe donc à la traque de ces devins jusqu'à Slomp, l'astéroïde qui leur sert de repaire, où ils finissent par accueillir Valérian dans les restes de leur fusée (laquelle les a jadis conduits à proximité de Syrte) afin de lui livrer leur secret. Les Connaisseurs sont en effet des Terriens du passé, portés disparus dans l'espace, qui ont survécu durant des siècles grâce à une substance phosphorescente récoltée sur Slomp avec l'espoir de se venger de leurs semblables (ceux-ci ne s'étant jamais lancés à leur recherche). Las d'une existence basée sur la haine autant que sur le pouvoir, ces hommes choisissent finalement d'y mettre un terme et disparaissent dans l'explosion de l'épave où ils avaient trouvé refuge.
Lors d'un des concours qu'il organise régulièrement au sein de sa cité de Valsennar afin de distinguer une jeune femme et d'en faire l'une de ses "favorites", l'Empereur Alzafrar choisit Laureline qui en profite pour chercher à savoir pourquoi Zahir est sur le point d'entrer en collision avec les quatre colonies terriennes installées depuis peu au sein du système d'Ukbar. Elle parvient rapidement à gagner les faveurs du souverain et à l'aube d'une nouvelle bataille contre les troupes de Malka, menées par la Reine Klopka en personne, elle se voit invitée à bord du vaisseau impérial aux côtés d'Alzafrar. Laureline sauve alors la vie du monarque, ce qui lui permet de se rapprocher encore de lui et de l'enlever selon le plan établi avec Valérian. Les agents ont en effet décidé d'organiser un rendez-vous entre Alzafrar et Klopka afin de leur faire prendre conscience de la catastrophe qui menace d'anéantir leur monde s'ils continuent à s'y battre sans cesse. Les deux têtes couronnées acceptent finalement de s'unir pour sauver leur planète et coopèrent notamment avec le peuple Lemm, l'explosion simultanée d'une grande quantité de flogums devant permettre de stabiliser Zahir en orbite d'Ukbar.

## Apparitions
1. Les mauvais rêves (in Mézières et Christin avec...)
2. La cité des eaux mouvantes
3. L'Empire des mille planètes
4. Le pays sans étoiles
5. Bienvenue sur Alflolol
6. Les oiseaux du maître
7. L'ambassadeur des ombres
8. Sur les terres truquées
9. Les héros de l'équinoxe
10. Métro Châtelet, direction Cassiopée
11. Brooklyn station terminus cosmos
12. Les spectres d'Inverloch
13. Les foudres d'Hypsis
14. Sur les frontières
15. Les armes vivantes
16. Les cercles du pouvoir
17. Otages de l'Ultralum
18. L'orphelin des astres
19. Par des temps incertains
20. Au bord du Grand Rien
21. L'Ordre des Pierres
22. L'Ouvretemps

Hors série
- Par les chemins de l'espace
- Les habitants du ciel